# أستمال
أستمال هي قرية في مقاطعة ورزقان، إيران. عدد سكان هذه القرية هو 400 في سنة 2006.